# Визенау
Визенау (њем. Wiesenau) општина је у њемачкој савезној држави Бранденбург. Једно је од 38 општинских средишта округа Одер-Шпре. Према процјени из 2010. у општини је живјело 1.401 становника. Посједује регионалну шифру (AGS) 12067528.

## Географски и демографски подаци
Визенау се налази у савезној држави Бранденбург у округу Одер-Шпре. Општина се налази на надморској висини од 39 m. Површина општине износи 29,6 km². У самом мјесту је, према процјени из 2010. године, живјело 1.401 становника. Просјечна густина становништва износи 47 становника/km².